# 最后的真相
《最后的真相》（英語：Heart's Motive）是2023年8月25日在中国大陆上映的犯罪悬疑片，导演李太阁，主演黄晓明、闫妮、涂们、阚清子。

## 演员
- 黄晓明 出演 丁义峰
- 闫妮 出演 金喜妹
- 涂们 出演 马双喜
- 阚清子 出演 孙宇
- 张嘉鑫 出演 毛卫卫
- 王影璐 出演 肖珊珊
- 蒋中炜 出演 邓学军
- 苏苏 出演 马若男
- 王海涛 出演 马小丁
- 周阿奋 出演 马娇娇
- 刘小蕙 出演 芳玉
- 王箫淇 出演
- 刘航宇 出演 李凯洲
- 王子君 出演 老周
- 何苗 出演 阿珍
- 任奕菲 出演 倩倩
- 陈诺 出演 佘致敬
- 俞馨妍 出演 佘致敬女儿
- 王溪鹭 出演 孙宇女助理
- 陈靖康 出演 孙宇男助理
- 张世宏 出演 审判长
- 胡涂 出演 刘学诚
- 张新华 出演 关领班
- 闫勤 出演 按摩店老板娘
- 任伟 出演 王老师
- 戚九洲 出演 黑娃
- 许可嘉 出演 莽子
- 吴晶 出演 张姐

## 曲目
| 曲序 | 曲目               |        | 作曲                   | 歌手   |
| ---- | ------------------ | ------ | ---------------------- | ------ |
| 1.   | 《从心》（主题曲） | 张靓颖 | 张靓颖、赖暐哲、罗维真 | 张靓颖 |

## 奖项
| 年份 | 奖项                 | 分类       | 提名者 | 是否得奖 | 备注  |
| ---- | -------------------- | ---------- | ------ | -------- | ----- |
| 2023 | 第36届中国电影金鸡奖 | 最佳女主角 | 闫妮   | 提名     | [ 3 ] |